# Cyathea patellifera
Cyathea patellifera är en ormbunkeart som beskrevs av Cornelis Rugier Willem Karel van Alderwerelt van Rosenburgh. Cyathea patellifera ingår i släktet Cyathea och familjen Cyatheaceae. Inga underarter finns listade.